# Charab Hasan
Charab Hasan – wieś w Syrii, w muhafazie Al-Hasaka. W 2004 roku liczyła 294 mieszkańców.